# Eilsleben
Eilsleben är en kommun och ort i Landkreis Börde i förbundslandet Sachsen-Anhalt i Tyskland.
Kommunen ingår i förvaltningsgemenskapen Obere Aller tillsammans med kommunerna Harbke, Hötensleben, Sommersdorf, Ummendorf, Völpke och Wefensleben. Den tidigare kommunen Wormsdorf uppgick i Eilsleben den 1 januari 2010 följt av de tidigare kommunerna Drackenstedt, Druxberge och Ovelgünne den 1 september 2010.